# Megaselia miki
Megaselia miki är en tvåvingeart som beskrevs av Schmitz 1929. Megaselia miki ingår i släktet Megaselia och familjen puckelflugor. Arten har ej påträffats i Sverige. Inga underarter finns listade i Catalogue of Life.